# Ostroróg
Ostroróg là một thị trấn thuộc huyện Szamotulski, tỉnh Wielkopolskie ở trung-tây Ba Lan. Thị trấn có diện tích 1 km². Đến ngày 1 tháng 1 năm 2011, dân số của thị trấn là 1962 người và mật độ 1570 người/km².